# Convair 110
Die Consolidated Vultee 110 (offiziell Consolidated Vultee Model 110, später als Convair 110 bezeichnet) war ein Flugzeug des US-amerikanischen Herstellers Consolidated Vultee Aircraft Corporation, und ein von zwei Kolbentriebwerken angetriebener Tiefdecker für den Passagiertransport. Das Fahrwerk hatte ein einziehbares Bugradfahrwerk. Der Tragflügel war ohne Pfeilung, das Leitwerk konventionell. Der Flugzeugrumpf war nicht druckbelüftet. Der Erstflug der Maschine fand am 8. Juli 1946 statt.
Die Maschine war von Consolidated Vultee für die zivile Luftfahrt nach Ende des Zweiten Weltkrieges entwickelt worden. Zwei Türen mit eingebauter Treppenanlage verringerten die Abhängigkeit von Bodeneinrichtungen und beschleunigten die Passagierabfertigung.
Die Maschine erwies sich aber schon bei ihrem Erstflug als zu klein. Auch das Fehlen einer Druckkabine wurde von den Gesellschaften nicht mehr akzeptiert. Deshalb blieb diese Maschine ein Einzelstück. Die Erkenntnisse flossen jedoch in die Entwicklung der Convair CV-240 ein.

## Technische Daten
| Kenngröße               | Daten                                                                                   |
| ----------------------- | --------------------------------------------------------------------------------------- |
| Besatzung               | 2 Piloten und 1 Flugbegleiter                                                           |
| Passagiere              | 30                                                                                      |
| Länge                   | 21,64 m                                                                                 |
| Spannweite              | 27,13 m                                                                                 |
| Höhe                    | 7,68 m                                                                                  |
| Überziehgeschwindigkeit | 127 km/h                                                                                |
| Leergewicht             | 9.570 kg                                                                                |
| Startgewicht            | 16.320 kg                                                                               |
| Reisegeschwindigkeit    | 420 km/h                                                                                |
| Höchstgeschwindigkeit   | 505 km/h                                                                                |
| Reichweite              | 900 km                                                                                  |
| Triebwerke              | 2 Pratt & Whitney R-2800 SC14G Doppelsternmotoren zu je 1544 kW (2100 PS) Startleistung |